# میگوی بادبزنی آفریقا
میگوی بادبزنی آفریقا (نام علمی: Atya gabonensis) نام یک گونه از فروراسته میگوهای اصلی است.